# Politehnica (métro de Bucarest)
Politehnica, en français Polytechnique, est une station de métro roumaine de la ligne M3 du métro de Bucarest. Elle est située au croisement du boulevard Luliu Maniu avec le boulevard General Vasile Milea, dans le quartier Grozăvești, Sector 6, à l'ouest du centre de la ville de Bucarest. Elle dessert notamment l'Université Politehnica.
Elle est mise en service en 1983.
Exploitée par Metrorex elle est desservie par les rames de la ligne M3 qui circulent quotidiennement entre 5 h 0 et 23 h 0 (heure de départ des terminus). À proximité un arrêt est desservie par des trolleybus et des bus et un peu plus loin se trouve une station des tramways de Bucarest.

## Situation sur le réseau
Établie en souterrain, la station Politehnica est établie sur la ligne M3 du métro de Bucarest, entre la station Lujerului, en direction de Preciziei, et la station Eroilor, en direction d'Anghel Saligny.

## Histoire
La station « Politehnica » est mise en service le 19 août 1983, lors de l'ouverture à l'exploitation du tronçon d'Eroilor à Industriilor (ancien nom de la station terminus Preciziei.

## Service des voyageurs

### Accueil
La station dispose de deux bouches sur le boulevard Luliu Maniu, au croisement avec le boulevard General Vasile Milea. Des escaliers, ou des ascenseurs pour les personnes à mobilité réduite, permettent de rejoindre la salle des guichets et des automates pour l'achat des titres de transport (un ticket est utilisable pour un voyage sur l'ensemble du réseau métropolitain).

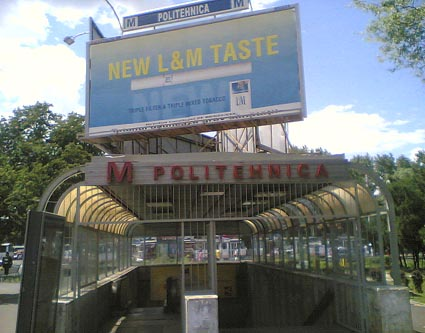
Bouche sur le boulevard (2006).
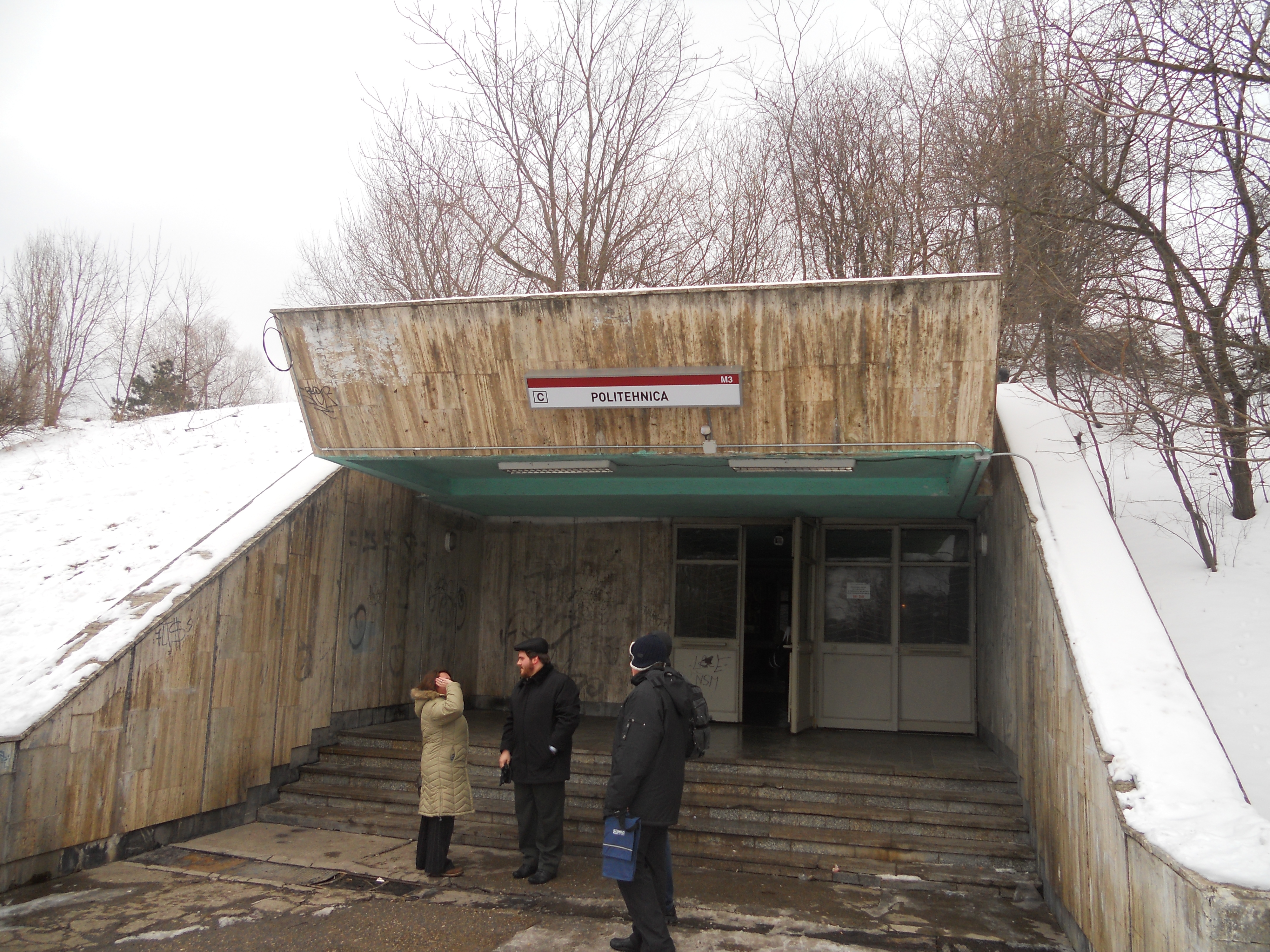
Bouche dans le parc (2011).

### Desserte
À la station Politehnica la desserte quotidienne débute avec le départ, des stations terminus, de la première rame à 5 h 0 et se termine avec le départ, des stations terminus, de la dernière rame à 23 h 0.

### Intermodalité
À proximité de la station plusieurs arrêts sont desservis par les transports en commun urbains de la ville : des tramways de Bucarest (ligne 1, 10 et 11), des trolleybus (lignes 61, 62 et 93), des bus (lignes 105, 136, 139 et N115 ).